# Žulový vrch
Žulový vrch (německy Hoher Berg) je kopec v jihozápadním cípu Jizerských hor, vysoký 743 m n. m. Tyčí se severovýchodně nad Libercem, mezi městskými částmi Ruprechtice, Starý Harcov a Rudolfov. Na vrcholu stojí od roku 2008 stožár stanice automatizovaného systému monitorování kmitočtového spektra (ASMKS) ČTÚ. Z vrcholu není výhled kvůli okolnímu lesu a je také součástí výzvy Nejhory Jizerek, do kterého je i začleněný. Na severozápadním svahu se nad Kateřinským údolím tyčí zbytky skalního hrádku Jezdec.

## Geografie
Vrch vystupuje z urbanizované krajiny Vratislavické kotliny. Na západě od vrchu je Liberec, na východě Rudolfov, na jihu Starý Harcov a na severu Kateřinky. Je to suk tvaru výrazné kupy tvořený granodioritem a žulou zvedající se na jihovýchodním konci krátkého hřbetu a na jeho svahu se nacházejí bývalé kamenolomy. Tento kerný vrch je souvisle zalesněn smíšeným (jehličnato-listnatým) porostem, který tvoří hlavně zástupce smrku, borovice, javoru, modřínu a buku. V těchto lesních porostech se vyskytují vrcholové skály, mrazové srázy, sruby s balvanovými haldami a proudy a balvanové sutě. Dále je v lese k nalezení spousta drobných památek, jako Mlynářův kříž, Holubův kříž, Hrob mrtvých mužů nebo Svojsíkova mohyla. Většina část území je zalesněná, kromě okrajů u lidských sídel, kde se objevují travní porosty. Směrem k Liberci vrch tvoří významný rekreační areál, jako je třeba Lesní koupaliště a okolní stezky s přístřešky. Na svazích Žulového vrchu pramení Jizerský (alias Žulovský potok, který napájí i Lesní koupaliště) a Černý potok (alias Sláčalův potok). V lesích je také vybudovaná Vodní nádrž Rudolfov (technická památka), ležící na Černé Nise, která slouží k roztáčení turbosoustrojí v nedaleké vodní elektrárně.

## Přístup
Výšina se nachází 2 kilometry severovýchodně od liberecké zoo. Nejjednodušší přístup vede z Lidových sadů (konečná zastávka tramvajové trati) po červeně značené turistické stezce, přes rozcestí Strážní buk, kolem Ježíškových kamenů, směrem na rozcestí Rudolfov – Česká chalupa. Na kraji Rudolfova odbočuje doleva neznačená silnice, vedoucí až na vrchol. Tato cesta měří necelé 4 km. Je možné využít i zkratku a z červeně značené cesty odbočit už za Ježíškovými kameny směrem ke Svojsíkově mohyle. Z této cesty odbočuje po 250 metrech neznačená stezka až na vrchol. Tato zkrácená trasa měří jen 3 km. Převýšení z Lidových sadů činí 330 metrů.

## Soutěž v běhu na vrchol
Ve čtvrtek 28. června 2018 se konal 3. ročník soutěžního běhu i jízdy na kole z Lidových sadů na vrchol Žulového vrchu. Podmínky byly stejné jako u 4. ročníku. Rekordní čas mužů byl 21 minut a 25 vteřin a u žen byl 25 minut a 12 vteřin. Dne 26. června 2019 se ve středu konal 4. ročník soutěže. Nejdříve byla trasa prezentována v intervalu od 16:00 do 17:00. Samotný start začal v 17:30 pro cyklisty se startovním intervalem 30 vteřin, běh byl odstartován po odstartování posledního cyklisty. Jednalo se o běh hromadný. Trasa byla dlouhá 4,2 kilometrů s převýšením 330 metrů. Soutěž měla i své kategorie, hlavní byly MTB a Běh. MTB mělo podkategorie, jako Junioři do 18 let, Muži do 40 let, Muži 40 - 49 let, Muži 50 - 59 let, Muži 60 a více a Ženy. Běh měl podkategorie Muži a Ženy. Za startovné bylo potřeba platit 80 Kč a účastníci soutěže museli dodržovat předpis. První 3 vítězové ve své kategorii obdrželi věcná ocenění.

## Budoucí návrh lanovky
Roku 2002 bylo v plánu Liberce vybudovat lanovou dráhy z Lidových sadů na Bedřichov přes Žulový vrch. Byl pro ní tehdy navržen koridor lanovky v platném územním plánu. Poté byl návrh zamítnut a v územním plánu města se s koridorem pro lanovku nepočítalo. To se ale změnilo roku 2019, kdy se Liberec vrátil k nápadu vybudovat lanovou dráhu z Lidových sadů na Bedřichov. Pro lanovku je nově připravován koridor v územním plánu. Ten byl kdysi zanesen, v návrhu nového už ale ne. I přesto, že současné vedení plánuje výstavbu visuté lanovky, dle platného územního plánu se má jednat o pozemní lanovou dráhu, která by měla vést souběžně se silnicí, vedoucí z Lidových sadů prakticky až na vrchol.

### Veřejné projednání
Jsou ovšem obavy, že schválení nového územního plánu to oddálí. K výstavbě lanovky se vyjádřil i primátor Liberce Jaroslav Zámečník, který prohlásil, že oddálení návrhu lanovky nehrozí. Také konstatoval, že výstavba se nechá na radách odborníků. Podle jeho slov, rada do územního plánu zanese pouze koridor a v textové části vyjádření, že se bude jednat o visutou, či pozemní lanovou dráhu. Dále uvedl, že netrvá na tom, aby se s výstavbou započalo v jeho volebním období. Dle něj by stavba mohla započat za 10 až 20 let a stavěla se na etapy, první by mohla být na Žulový vrch z Lidových sadů. Také dodal, že chce počítat i s výstavbou rozhledny a že by se mělo jednat o druhý Ještěd v Jizerských horách. Lidé by se měli odtud dostat jak pěšky, tak na kole k České chalupě a trasa by měřila 800 metrů. Ovšem opoziční zastupitel Jaromír Baxa se obává, že zařazení koridou by byla podstatná změna, která by vedla na další veřejné projednání, včetně projevů orgánů státní správy a k tomu další námitky a připomínky. Primátor k tomuto výroku uvedl, že jde o strategickou změnu, která se bude projednávat od připravovaného územního plánu a na schválení nebude mít vliv.

## Těžba žuly

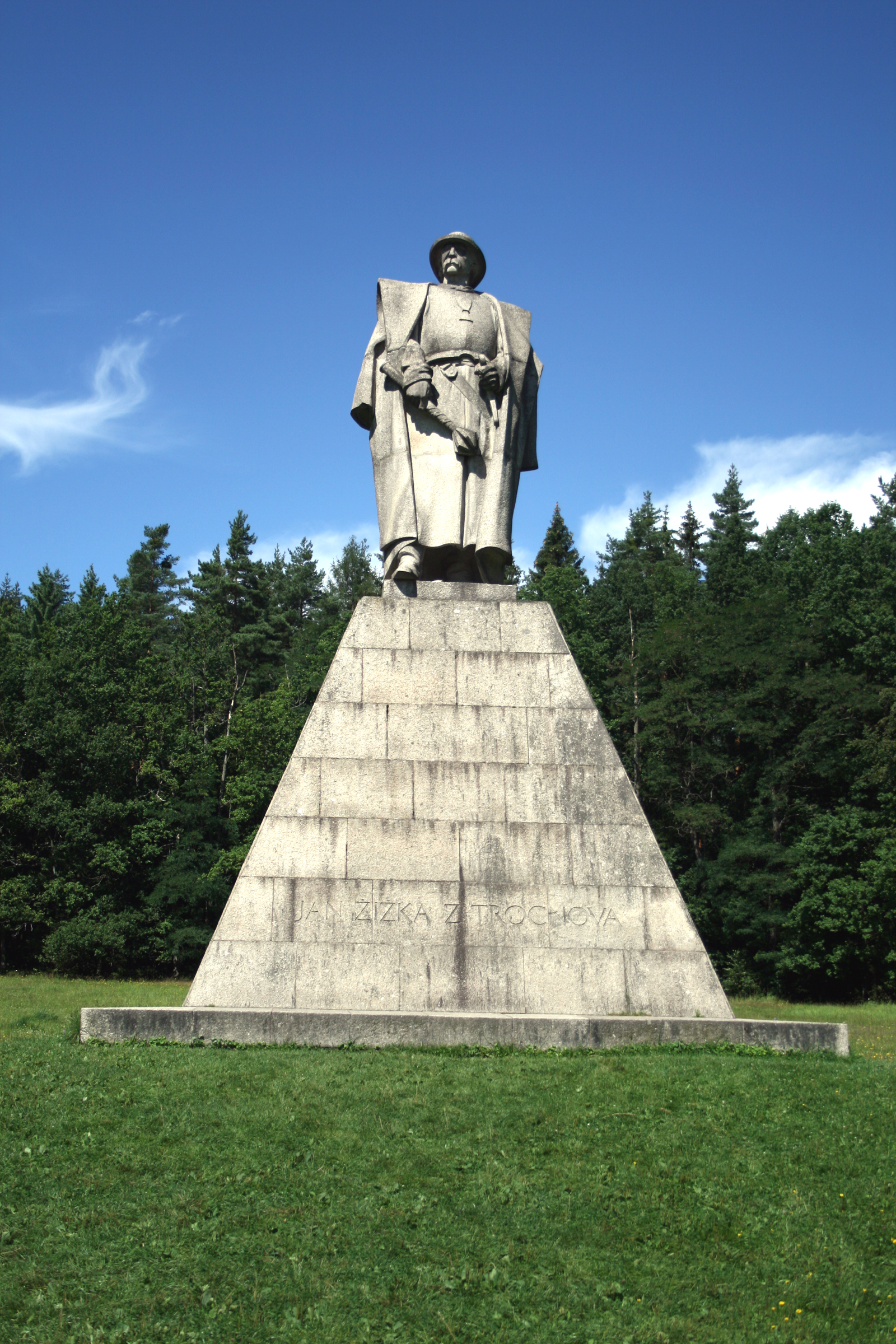
Socha Jana Žižky u Trocnova

Na svazích Žulového vrchu se od začátku 20. století těží kvalitní liberecká žula. Dříve bylo dobývání suroviny realizováno ve více menších lomech, dnes je těžba soustředěna pouze do kamenolomu Ruprechtice na západním svahu. V něm se nachází tři lomová pracoviště, pojmenované Lednice, Wagner I a Wagner II. Také se tu nachází opuštěné lomy, třeba Zatopený lom nebo Starý lom, po kterých dostal kopec svůj název, vyskytovalo se zde hodně různých lomů, v níž se těžila žula.
Hornina je hrubozrnná až velkozrnná. Výjimečnost této žuly je v tom, že má porfyrickou strukturou a růžovou barvou daných vyrostlic ortoklasu. Z obsažených tmavých minerálů dominuje biotit. Součástí malých částeček žuly jsou kyselé plagioklasy, které vytvážejí výrazný kontrast tmavého biotitu. Nachází se s řídce se vyskytujícím, ale pravidelným rozpukáním, takže ji lze získávat i v objemných blocích. Využívá se proto jako sochařský nebo dekorativní materiál. Byla použita například na obklady ve stanicích pražského metra, na kašnu v Mariánských Lázních, na dlažbu u pražského Národního divadla, na podezdívku již zbořeného Stalinova pomníku nebo na pomník Jana Žižky z Trocnova od Josefa Malejovského, který stojí od roku 1960 u Trocnova poblíž Borovan.

## Galerie

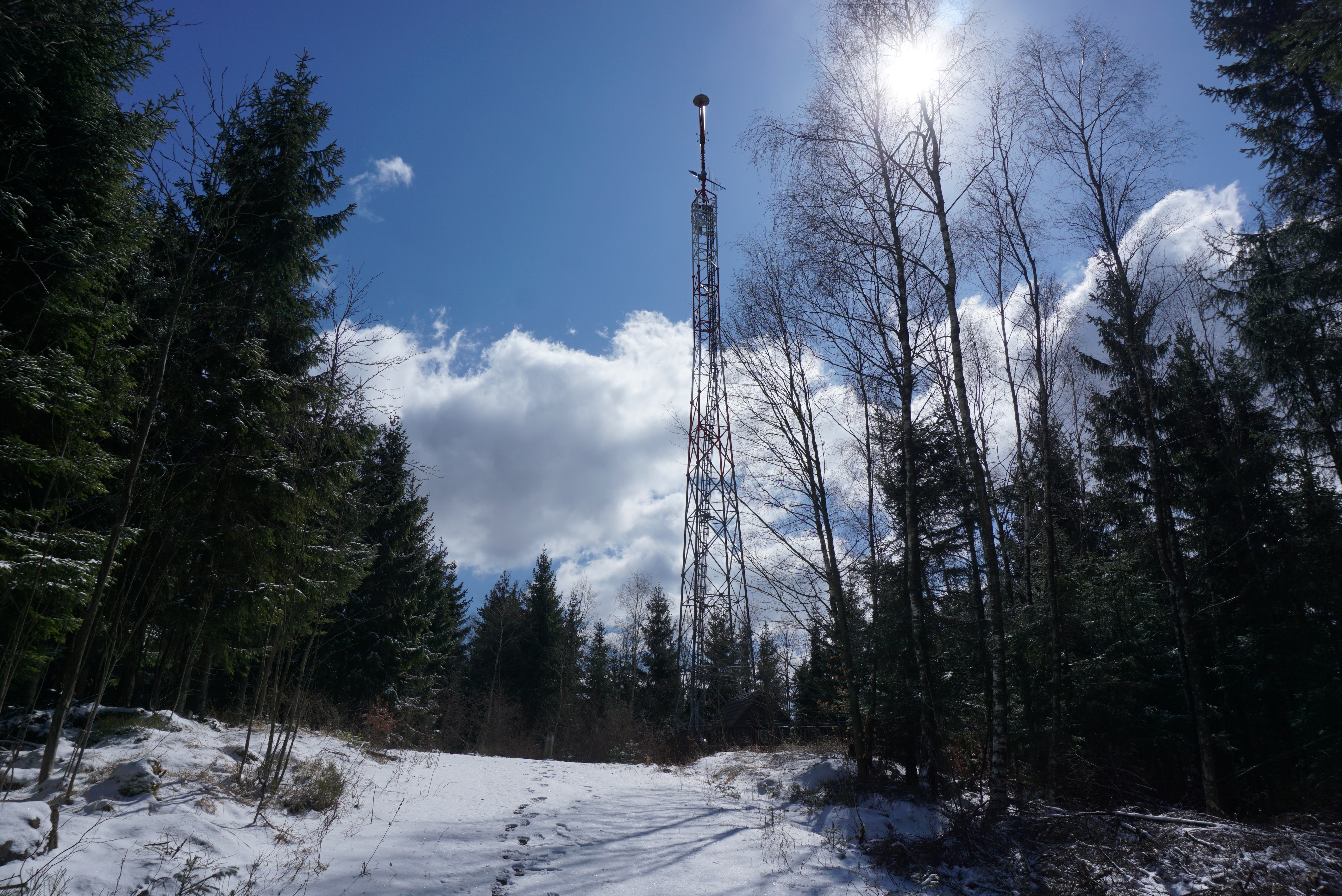
Věž na vrcholu
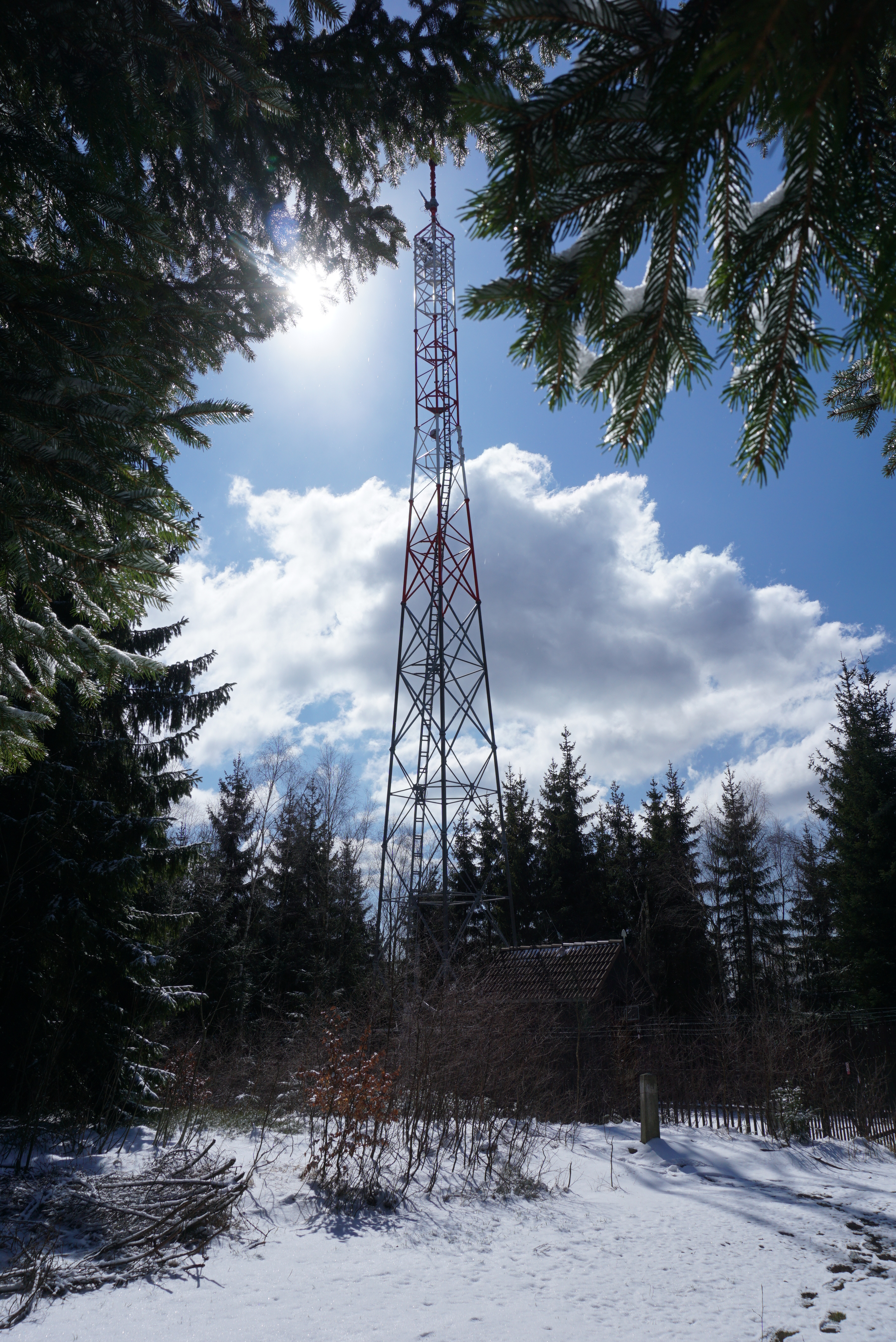
Věž na vrcholu
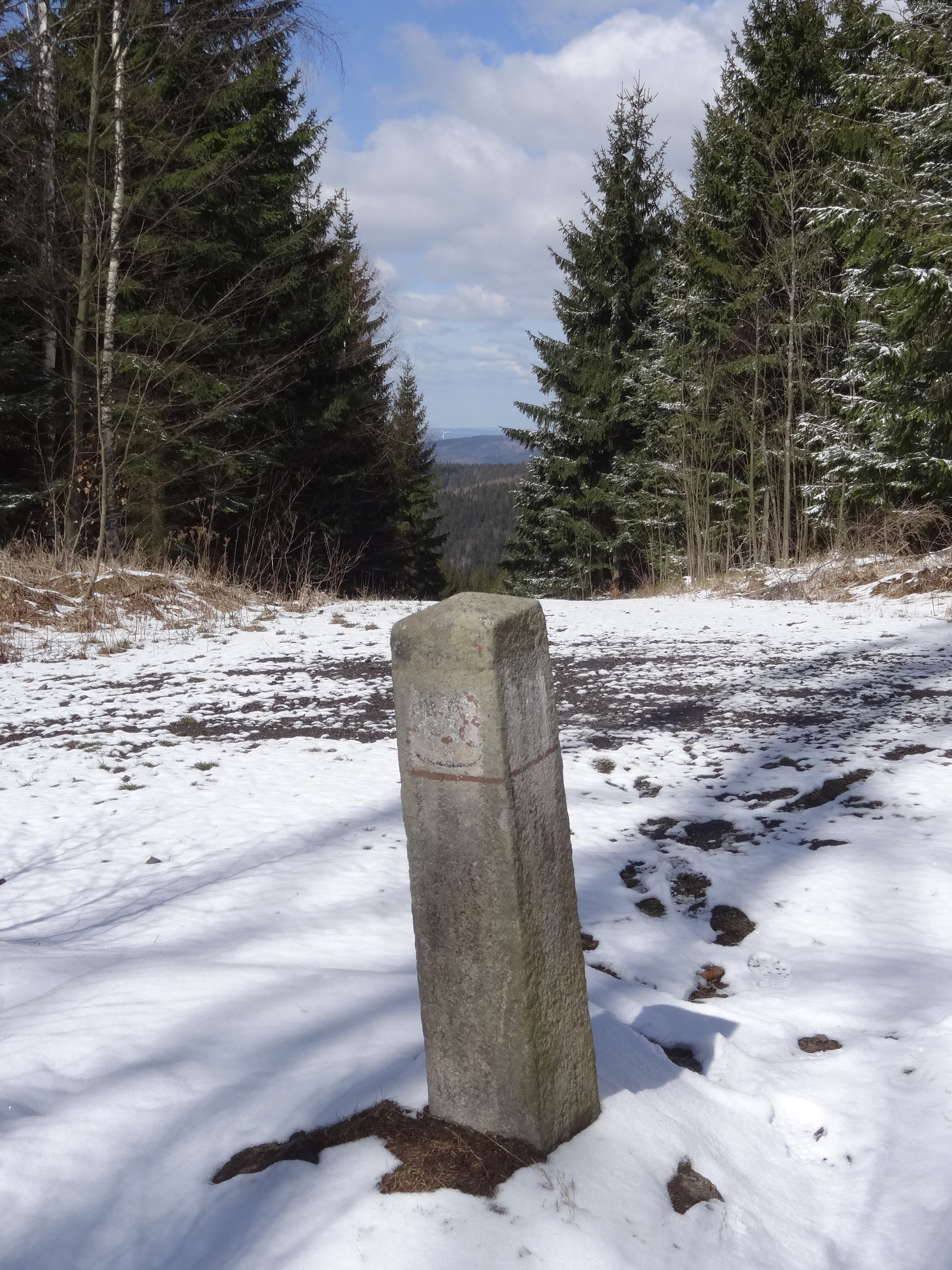
Kámen, který značí vrchol Žulového vrchu
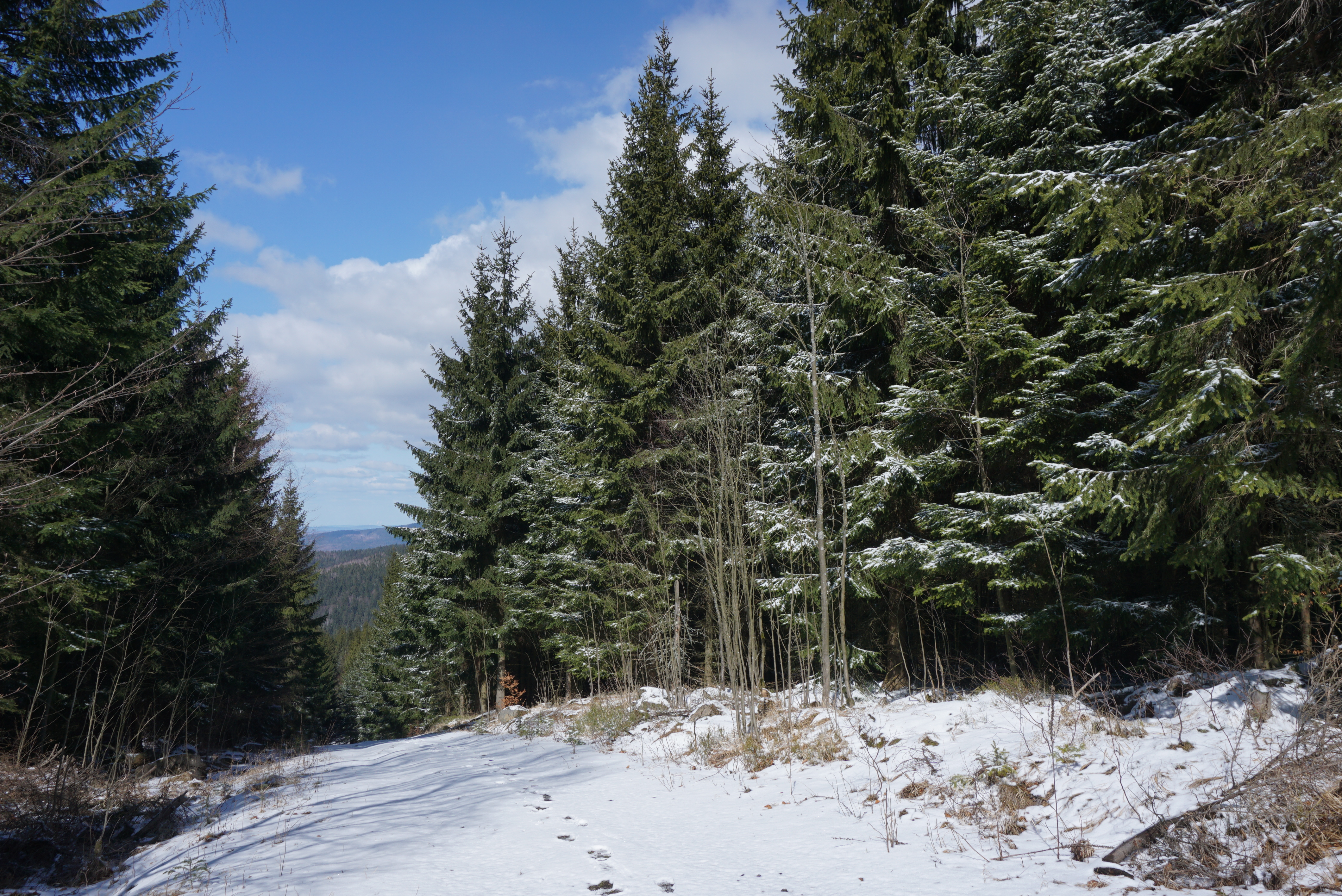
Vrcholová část